# NGC 7445
NGC 7445 is een elliptisch sterrenstelsel in het sterrenbeeld Andromeda. Het hemelobject werd op 23 oktober 1878 ontdekt door de Franse astronoom Édouard Jean-Marie Stephan.

## Synoniemen
- MCG 6-50-15
- ZWG 515.16
- NPM1G +38.0473
- PGC 70178